# Red Light (f(x))
Red Light è il terzo album in studio del gruppo musicale sudcoreano f(x), pubblicato il 7 luglio 2014 dalla SM Entertainment. È l'ultimo album a cui l'ex-membro Sulli ha partecipato.

## Descrizione
L'omonimo singolo dell'album è descritto da Naver come "un misto tra urban rhythm bit e il genere electro house. Il testo parla di come bisogna fermarsi e vivere ogni momento come se fosse l'ultimo; ma molte sono le speculazioni secondo le quali il testo allude all'incidente del traghetto Sewol.
Le f(x) hanno rivelato che il concept "dark" e misterioso di questo album si addice molto al gruppo. Krystal ha aggiunto che ha sempre voluto provare un concept più "adulto" e "diverso".
Luna ha detto che questo concept è perfetto per mostrare un'immagine più forte con un tocco di femminilità.

## La pausa di Sulli
Il 17 luglio 2014, il gruppo si è esibito nel programma M!Countdown senza Sulli. S.M. Entertainment ha annunciato che Sulli era malata e non sarebbe stata in grado di esibirsi. Tuttavia Sulli non apparve nemmeno alle seguenti esibizioni, fino a quanto il gruppo interruppe bruscamente le promozioni. Questo avvenimento porto a molte speculazioni, tra cui che il gruppo si sarebbe sciolto o che Sulli lo avrebbe abbandonato. Il 24 luglio 2014, S.M. Entertainment postò una dichiarazione sulla homepage del sito delle f(x), la quale diceva che Sulli era "psicologicamente e fisicamente esausta dei continui commenti maliziosi e delle false dicerie" che parlavano di lei, e che si sarebbe presa una pausa dal mondo dell'intrattenimento, senza però lasciare il gruppo. Le f(x) avrebbero continuato le loro attività senza di lei.
Tuttavia Sulli lasciò il gruppo un anno dopo, l'8 agosto 2015, facendo diventare Red Light l'ultimo album a cui ha partecipato.

## Tracce
| No. | Titolo                                   | Autore/i testi                                  | Autore/i musica | Durata |
| --- | ---------------------------------------- | ----------------------------------------------- | --- | ------ |
| 1.  | "Red Light"                              | Kenzie                                          | Bryan Jarett, Daniel Ullmann, Maegan Cottone, Allison Kaplan, Sherry St. Germain, / Produced by Casper & B.                     | 3:32   |
| 2.  | "MILK"                                   | Kenzie                                          | Lee Hyun Seung, Kenzie, Teddy Riley, DOM, Engelina Larsen                                                                       | 3:36   |
| 3.  | "Butterfly" (나비; Nabi)                 | Shin Jin Hye (Jam Factory)                      | Thomas Troelsen, Engelina Larsen, Shin Eun Seung (Hitchhiker)                                                                   | 2:57   |
| 4.  | "Rainbow" (무지개; Mujigae)              | Misfit                                          | Will Simms / Ylva Dimberg | 2:47   |
| 5.  | "All Night"                              | Jinbo, Kim Lee Young (Jam Factory), Lee Eun-jin | Lee Hyun Seung, Teddy Riley, DOM, Jinbo, Ylva Dimberg                                                                           | 3:30   |
| 6.  | "Vacance" (바캉스; Bakangseu)            | Kenzie                                          | Kenzie | 3:15   |
| 7.  | "Spit It Out" (뱉어내; Baeteonae)        | Misfit                                          | Caesar & Loui, Olof Lindskog, Jasmine Anderson                                                                                  | 3:02   |
| 8.  | "Boom Bang Boom"                         | Seo Ji Eum (Jam Factory)                        | Eirik Johansen, Jan Hallvard Larsen, Carl Johan Isac Gustafsson, Fredrik Haggstam, Sebastian Per Emil Lundberg, Melanie Fontana | 2:54   |
| 9.  | "Dracula"                                | Jo Yun Gyeong                                   | Joachim Vermeulen Windsant, Willem Laseroms, Maarten ten Hove                                                                   | 3:14   |
| 10. | "Summer Lover"                           | Young-hu Kim                                    | Amber J. Liu, Sean Alexander | 2:54   |
| 11. | "Paper Heart" (종이 심장; Jongi Simjang) | Seo Ji Eum (Jam Factory)                        | Chris Wahle, Didrik Thott, Dianna Corcoran                                                                                      | 3:25   |

## Classifiche

### Classifiche settimanali
| Classifica (2014) | Posizione massima |
| ----------------- | ----------------- |
| Corea del Sud     | 1                 |

### Classifiche di fine anno
| Classifica (2014) | Posizione |
| ----------------- | --------- |
| Corea del Sud     | 19        |